# Аута
Аута (рус. Аута; блр. Авута) река је у северном делу Републике Белорусије, у Витепској области. Протиче преко територија Глибочког и Мјорског рејона и улива се у реку Дисну (део басена Западне Двине и Балтичког мора) као њена десна притока, на око 3 km југозападно од града Дисне. 
Река Аута истиче из маленог језера на ободима Свенцјанског побрђа и тече преко територије географске регије познате као Полацка низија.
Укупна дужина водотока од извора до ушћа је 47 km, док је укупна површина сливног подручја 461 km². Просечан проток воде њеним коритом у зони ушћа је 3,6 m³/s. Просечан пад по километру тока је свега 1,5 метара. 
Најважније притоке су Њехрист и Истјанка са десне и Улињец са леве стране. Речна долина уз Ауту је трапезоидног облика, ширине између 150 и 250 метара. Наплавна равница је доста висока, ширине између 100 и 150 метара. Корито се не одликује интензивнијим меандрирањем (што је карактеристика равничарских река) и просечне је ширине између 4 и 6 метара у горњем, и 8 до 10 метара у доњем делу тока. Код села Јеловци на овој реци је подигнута мања брана и формирано вештачко проточно језеро површине 18,3 хектара, чије воде се користе као рибогојилиште.